# Referendo sobre autogoverno na Groenlândia em 2008

Bandeira da Groenlândia.

O referendo sobre autogoverno da Groenlândia em 2008 foi realizado em 25 de novembro e a proposta em votação foi aprovada com uma maioria de 75% dos eleitores e 72% de comparecimento às urnas.

## Antecedentes
A Groenlândia tornou-se uma colônia dinamarquesa em 1775 e passou a ser uma província da Dinamarca em 1953. Em 1979, tornou-se um país autônomo dentro do Reino da Dinamarca, com um parlamento e controle local sobre o serviço de saúde, escolas e serviços sociais. Em 1985, retirou-se da Comunidade Europeia, para manter o controle sobre a pesca em suas águas territoriais. Existe um movimento pela independência, incentivado pela Dinamarca mas desencorajado pela necessidade de subsídios econômicos recebidos do governo dinamarquês. Este quadro talvez se altere com a retração das geleiras, que podem tornar acessíveis recursos minerais e petróleo.
Um relatório da Comissão de Autogoverno delineou seis possibilidades para o futuro da ilha:
- independência;
- união com outro país, similar ao antigo Reino da Islândia (1918-1944);
- livre associação, similar ao relacionamento entre Porto Rico e os Estados Unidos;
- federação;
- aumento do autogoverno frente à Dinamarca;
- integração completa.

Em 2 de janeiro de 2008 o referendo foi anunciado pelo Primeiro-Ministro Hans Enoksen. Em 7 de janeiro, após receber críticas, Enoksen esclareceu que o referendo não resultaria na retirada da Groenlândia do Estado dinamarquês.

## Resultados
A Comissão Eleitoral da Groenlândia informou que 76% dos eleitores votaram pelo "sim", com 24% dos votos válidos para o "não". A larga porcentagem para o "sim" indica que a ilha ganhará mais autonomia, para que um dia possa acontecer uma possível independência.
O plano de autonomia determina que a Groenlândia assuma o controle da polícia local, dos tribunais e da guarda costeira. Além disso, o groenlandês passa a ser o idioma oficial do território.
O plano de autonomia estabelece novas regras sobre a maneira de repartir as futuras receitas com petróleo entre a Groenlândia e a Dinamarca. O referendo foi considerado um passo essencial para a independência da Groenlândia, que hoje necessita de subsídios dinamarqueses para sustentar sua economia.